# Moussaka

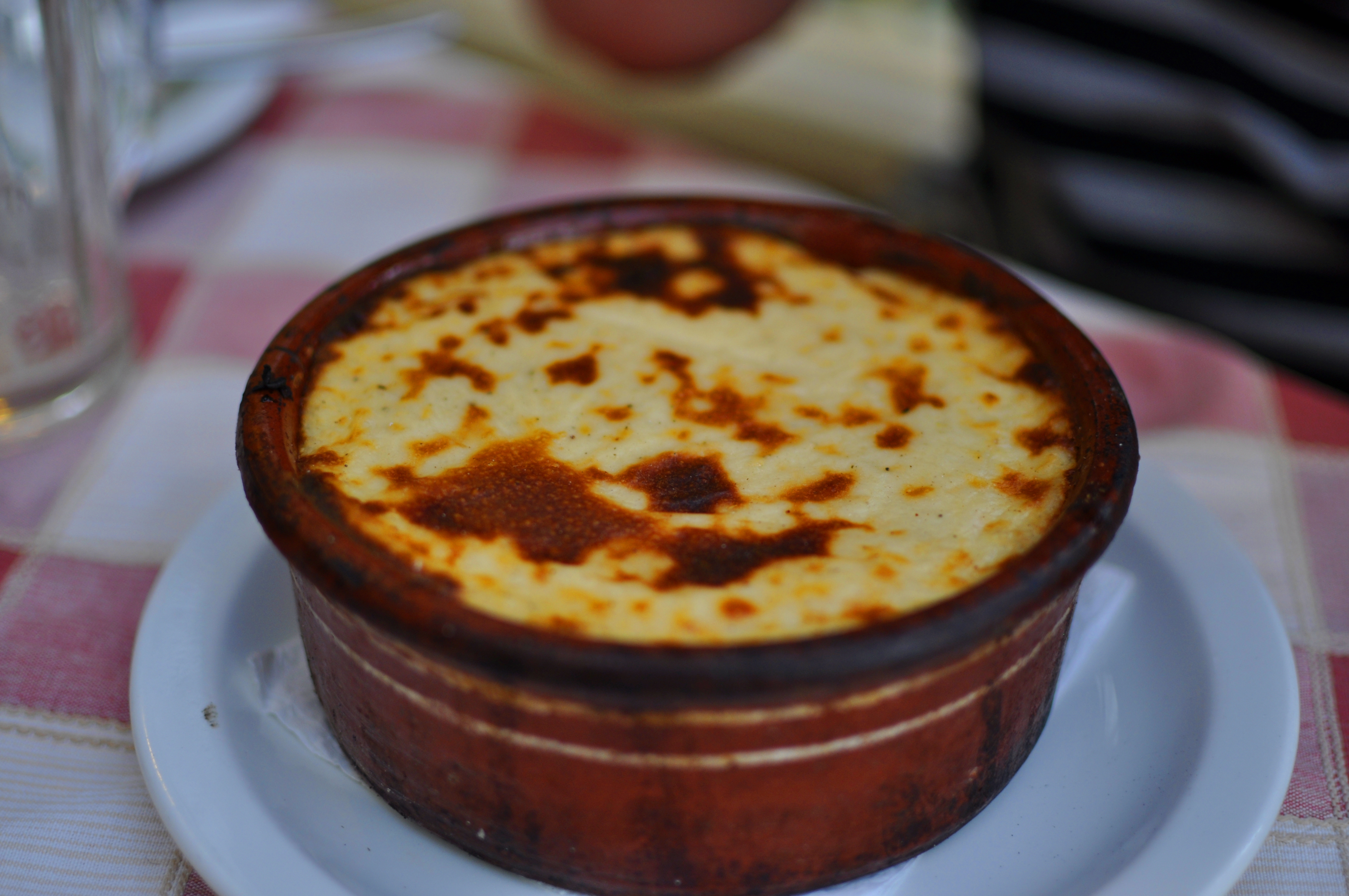
Moussaka

Moussaka ([musa'ka]; grekiska: μουσακάς, sydslaviska språk: мусака/musaka, från turkiska musakka, från egyptiska messa'ah slutligen från arabiska: مسقعة musaqqa'a "kyld") är en traditionell maträtt på Balkanhalvön och i Mellanöstern som är baserad på aubergine och/eller potatis, men den är närmast förknippad med Grekland och Turkiet.
Den grekiska moussakan består av lager av malt lamm eller rött kött, skivade auberginer och ibland tomater, toppat med sås eller äggstanning med ost och därefter gräddad. Den turkiska musakkan, till skillnad mot den grekiska, är inte i lager. Istället består den av sauterad eller stekt aubergine, grön paprika, tomat, lök och malt kött. Den äts tillsammans med cacık och pilaff. Det finns även varianter med zucchini, morötter och potatis.
I arabvärlden är moussaka en tillagad sallad bestående av huvudsakligen tomater och aubergine, liknande den italienska caponatan, och den serveras vanligtvis som en kall mezerätt.